# L'Invitée du futur
L'Invitée du futur (Гостья из будущего) est une mini-série soviétique en cinq épisodes, réalisé par Pavel Arsenov, sorti en 1985 d'après la nouvelle éponyme de Kir Boulytchov.

## Fiche technique
- Titre original : Гостья из будущего
- Titre français : L'Invitée du futur
- Réalisation : Pavel Arsenov
- Scénario : Kir Boulytchov
- Costumes : Olga Kravtchenia
- Photographie : Sergueï Onoufriev, Sergueï Tkatchenko
- Musique : Evgueni Krylatov
- Pays d'origine : URSS
- Format : Couleurs - 35 mm - Mono
- Genre : science-fiction, aventure
- Durée : 317 minutes (5 épisodes)
- Date de sortie : 1985

## Distribution
- Natalia Mourashkevitch : Alissa Selezniova
- Alekseï Fomkine : Kolia Guerassimov
- Ilia Naoumov : Fima Koroliov
- Viatcheslav Nevinny : Vesseltchak OU, pirate de l'espace
- Mikhaïl Kononov : Kryss, pirate de l'espace
- Marianna Ionessian : Ioulia Gribkova
- Ielena Metiolkina : Polina
- Ielena Tsyplakova : Maria
- Boris Chtcherbakov : Ivan Sergueïevitch, cadre de l'Institut du Temps
- Rouben Simonov : Professeur Gogui, cadre de l'Institut du Temps
- Evgueni Guerassimov : Verter, robot androïde
- Vladimir Nossik : grand-père Pavel Poloskov
- Iouri Grigoriev : Professeur Igor Selezniov, père d'Alice
- Igor Iassoulovitch : Elektron Ivanovitch
- Gueorgui Bourkov : Alexandre Borissovitch, médecin
- Natalia Varley : Marta Skryl, entraîneur
- Valentina Talyzina : Maria Pavlovna, infirmière en chef
- Maria Sternikova : Chourotchka, infirmière
- Ludmila Arinina : grand-mère de Ioulia Gribkova
- Tatiana Bojok : Inna Kirillovna, mère de Kolia Guerassimov
- Ekaterina Vassilieva : Alla Sergueïevna, professeur d'anglais